# Sistema coletor dos rins
No aparelho urinário, o sistema coletor dos rins é o mecanismo pelo qual os rins coletam a urina produzida pelas unidades essenciais renais, os néfrons, e conduzem esta para as porções inferiores do sistema renal a fim de ser excretada.
O sistema coletor dos rins é composto pelos cálices renais maiores, menores, pelve renal e ureteres. Os cálices e a pelve recebem a urina produzida nos rins e a envia para o ureter, que por sua vez, encaminha para a bexiga, onde será armazenada.

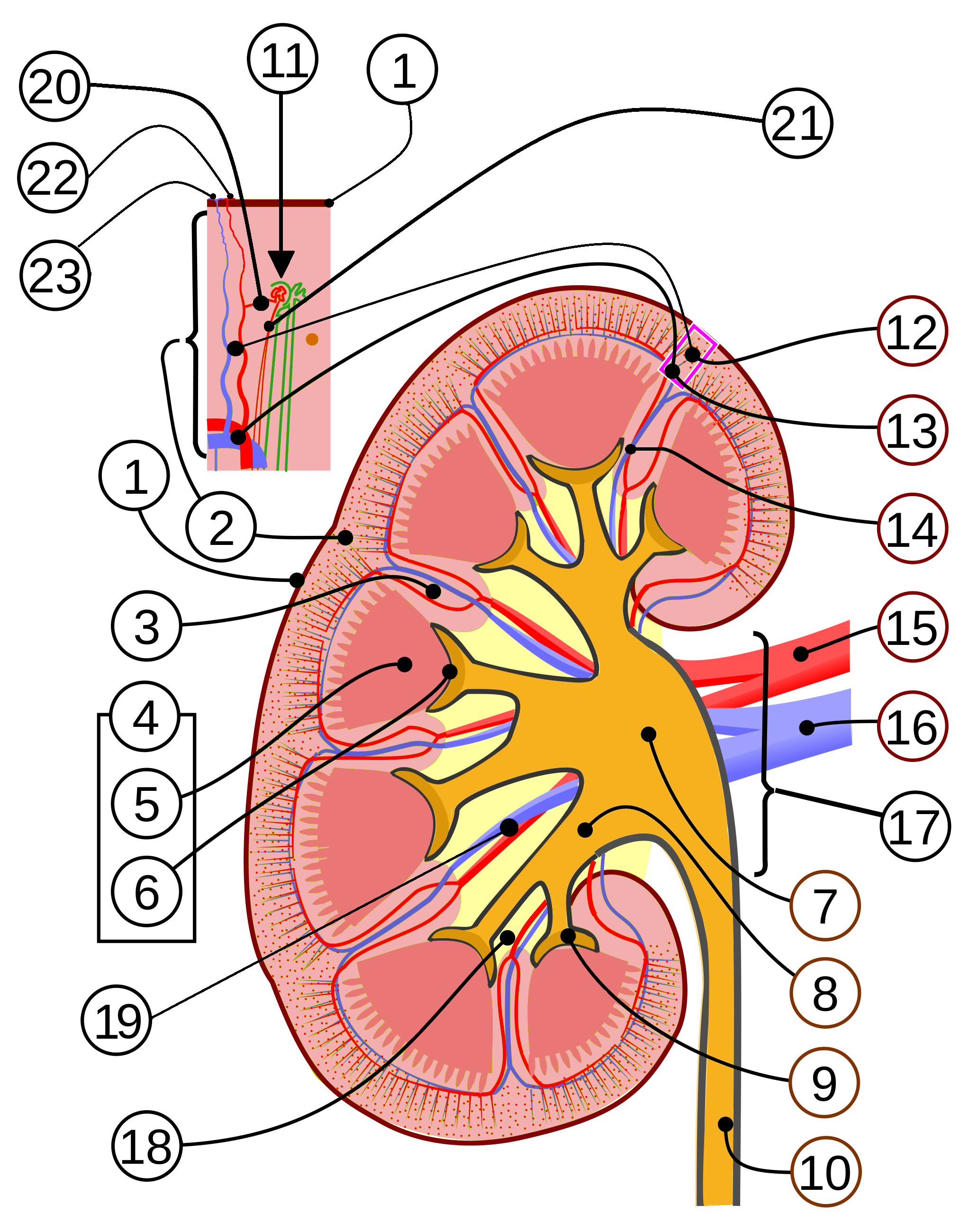
Partes do rim: 1. Cápsula renal 2. Córtex renal 3. Coluna de Bertin 4. Medula renal 5. Pirâmide renal 6. Papila renal 7. Pelve renal 8. Cálice maior 9. Cálice menor 10. Ureter11. Corpúsculo renal 12. Veia interlobular e Artéria interlobular 13. Veia arqueada e Artéria arqueada 14. Veia interlobar e Artéria interlobar 15. Artéria renal 16. Veia renal 17. Hilo renal 18. Seio renal 19. Veia segmentar e Artéria segmentar 20. Arteríola aferente 21. Arteríola eferente 22. Artéria radial perfurante 23. Veia estrelada

O seio renal, que se encontra próximo ao hilo, contém as papilas, que são estruturas em que os túbulos coletores dos néfrons liberam a urina. Circundando as papilas, encontram-se os cálices renais menores, sendo que cada cálice circunda uma papila. Os cálices renais menores se unem, formando os cálices renais maiores, sendo que cerca de três cálices maiores são formados, podendo ocorrer variações. Os cálices maiores drenam para estruturas chamadas de infundíbulos, e é a junção desses infundíbulos que forma a pelve renal. A pelve renal tem um formato afunilado e faz contato com o ureter, sendo raramente possível determinar o término da pelve e início do ureter.
A junção ureteropélvica é uma região frequentemente obstruída por cálculos renais, os quais provocam dor intensa que se irradia para outras regiões. Além disso, as estruturas que compõem o sistema coletor podem sofrer alterações relacionadas ao tamanho, forma ou posição.

## Características histológicas

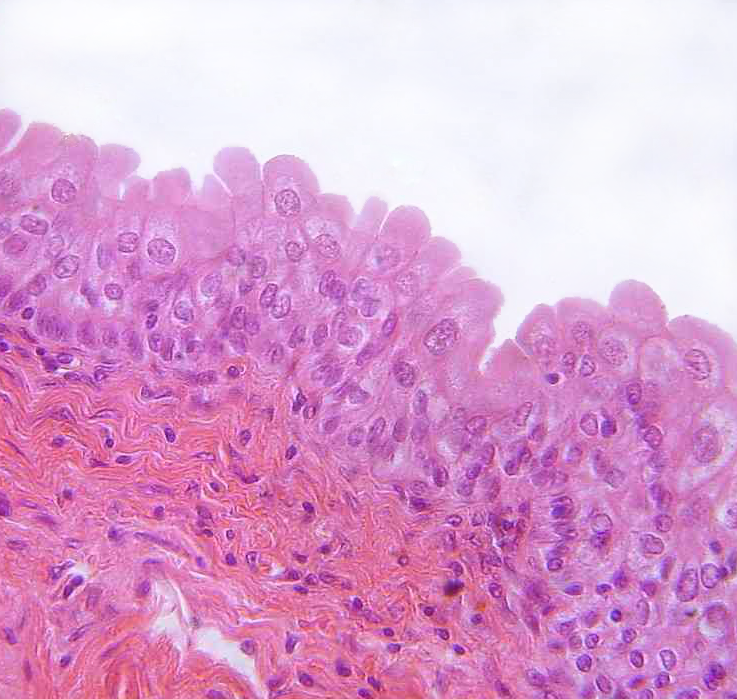
Epitélio transicional da bexiga urinária.

O sistema coletor dos rins, como já é dito, é composto pelas cálices renais maiores, menores, pelve renal e ureteres. Os cálices renais, as pelves, os ureteres e a bexiga urinária são revestidos pelo epitélio de transição, o urotélio – tec. epitelial de transição. O urotélio reveste as vias excretoras que saem dos rins. Esse epitélio estratificado é essencialmente impermeável aos sais e à água. o epitélio começa nos cálices menores como duas camadas celulares e aumenta para quatro a cinco camadas aparentes no ureter e até seis ou mais camadas na bexiga vazia. Entretanto, quando a bexiga é distendida, umas poucas três camadas são visualizadas. Essa alteração reflete a capacidade das células de se acomodarem à distensão.
A principal característica da mucosa das vias urinárias é a impermeabilização, que impede que produtos altamente difusíveis, como a ureia, retornem ao sangue. O epitélio de transição apresenta placas de reforço de membrana que atende a estas condições.
Abaixo do urotélio, por toda via excretora, encontra-se uma lâmina própria colagenosa densa. Não há camada muscular da mucosa, tampouco camada submucosa. Nas porções tubulares, dos ureteres e uretra, há, geralmente, duas camadas de músculo liso: longitudinal interna e circular externa. As contrações peristálticas do músculo liso movem a urina dos cálices menores através do ureter até a bexiga.

## Obstrução por cálculo renal
A pelve e os cálices renais são regiões frequentemente acometidas por cálculos renais. A nefrolitíase é uma doença muito comum, sendo mais predominante no sexo masculino e acomete cerca de 5% a 10% da população mundial.

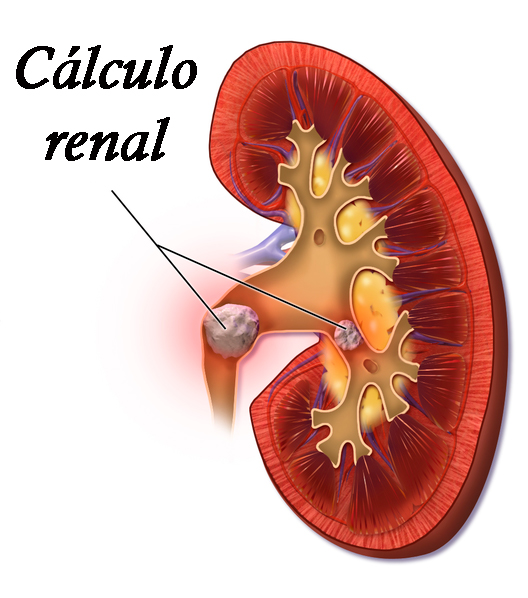
Figura exibindo dois cálculos renais. Um, maior, na pelve renal. Outro, menor, no cálice maior.

A formação dos cálculos é influenciada pelo pH da urina, volume urinário diminuído e presença de bactérias, e tem como determinante a supersaturação de cristais na urina. A grande maioria é formada por sais de oxalato de cálcio.
Vários fatores estão relacionados à formação de cálculos, entre eles: idade, sexo, sedentarismo, medicamentos em uso, e , principalmente, alterações anatômicas e metabólicas.
O cálculo renal é caracterizado por dores fortíssimas, principalmente ao atingir os ureteres, que são ricamente inervados. Os cálculos podem levar a obstrução dos ureteres, principalmente nas áreas de constrição anatômica: junção ureteropélvica; bifurcação da art. ilíaca comum (abertura pélvica) e entrada da bexiga. Em casos de variações anatômicas como a estenose ureteropélvica (melhor elucidado no segmento sobre variações anatômicas a seguir), em que ocorre um estreitamento de uma região do ureter, há o favorecimento para a obstrução pelo cálculo renal nessa região.
Quando os cálculos aumentam de tamanho, podem ocorrer lesões graves no rim, mesmo sem evidências clínicas, podendo implicar em obstrução e infecção do trato urinário.
A estase urinária é a explicação da nefrolitíase associada a alterações anatômicas, devido à dificuldade na eliminação de cristais e ao aumento do risco de infecção do trato urinário.
A obstrução das vias urinárias, por consequência do cálculo renal, pode levar a um caso de insuficiência renal aguda. A insuficiência renal aguda é a diminuição ou perda súbita da capacidade do rim de realizar a filtração glomerular. Dessa forma, a quantidade de resíduos que seriam filtrados aumenta pelo acúmulo e pode afetar a composição química do sangue, causando desequilíbrio. Essa condição causa diminuição na urina, retenção de líquidos, levando ao inchaço nas pernas e pés, além de outros sinais e sintomas.

## Variações anatômicas do sistema coletor

### Variações anatômicas dos lobos
Algumas modificações na anatomia dos lobos podem ter implicações diretas no sistema dos ductos coletores, principalmente nas porções nos cálices. Dois tipos se destacam:
1. Superfície com corcova: Ocorre no rim esquerdo, se caracterizando pela projeção de uma região medular e seus cálices associados, o que causa a proeminência da superfície local do rim.
2. Hipertrofia das colunas renais: É uma condição em que as colunas renais se encontram espessas, hipertróficas e profundas, adentrando o seio renal. Há também fusão de dois ou mais lobos.

Ambas as variações acima podem sugerir um falso sinal de neoplasia, se tornando importante uma verificação por imagem mais detalhada. 

### Variações anatômicas das papilas e cálices renais
Diversas literaturas relatam a variabilidade comum do número de cálices menores (entre oito e catorze) e cálices maiores (dois ou três, em poucos casos quatro). . O tamanho e forma dos cálices também varia bastante, com ênfase no rim esquerdo, devido à relação anatômica com o baço. Quando o baço está alinhado verticalmente com a superfície lateral do rim, a região média tende a ficar menos proeminente, e isso causa o encurtamento destes cálices. Opostamente, quando o baço está mais superiormente, há maior alongamento dos cálices da região média.
Como representante menos comum de variações desta área, há o Divertículo Calicinal: uma pequena bolsa que se forma no parênquima renal e que não possui papilas. É facilmente detectável em exame de imagem, e geralmente é detectado após episódio de cálculo renal, visto que o divertículo não possui conexão direta com o sistema coletor, deixando-o mais propício ao aparecimento de cálculos de difícil eliminação não-cirúrgica.

### Variações anatômicas da pelve renal e ureter
O sistema coletor renal é frequentemente alvo de variações anatômicas de tamanho, forma, ramificações e grau de rotação em relação ao hilo renal. Uma das variações é o estreitamento da região de transição pelve-ureter chamado de estenose ureteropélvica. Esta complicação pode ser desencadeada por diversos fatores, como presença anormal de vasos próximos comprimindo o ureter, presença frequente de cálculos renais, ou mesmo ser congênita. Há prejuízo da função renal total do indivíduo, e o rim afetado torna-se inchado devido ao acúmulo de fluídos. 
Ainda assim, a variação anatômica mais comum é o ureter bífido. Causa assimetria dos rins, e é encontrado em 1 a 2% da população, sendo mais comum em mulheres. Pode ser uni ou bilateral, e também completo ou incompleto. 
- Quando completo, os dois sistemas coletores de um mesmo rim desembocam em dois óstios diferentes na bexiga. Há outras complicações associadas, pois a junção vesicoureteral é muitas vezes defeituosa; esta anormalidade causa refluxo de urina no local, causando infecções urinárias, cicatrizes e deformidades locais.
- No ureter bífido incompleto, os dois sistemas coletores dão em ureteres que se unem antes de penetrar a bexiga, geralmente no terço inferior do trajeto (ureter bífido em V), mas podendo se unir em regiões mais acimadas (ureter em Y). Há possibilidade de refluxo urinário pois o peristaltismo dos ureteres nem sempre está sincronizado.

Outra anomalia comum (até 10% da população, ) é a pelve dupla. Neste caso, o sistema coletor se inicia duplicado, porém há apenas uma junção ureteropélvica. 